# Killy (Rapper)
Killy (* 19. August 1997 in Toronto, Ontario; bürgerlich Khalil Tatem), stilisiert als KILLY, ist ein kanadischer Rapper.

## Leben und Karriere
Tatem wurde im August 1997 in Toronto, Ontario geboren. Seine Eltern kommen aus den Philippinen und Barbados. Er lebte bis zu seinem achten Lebensjahr in Toronto, bevor er mit seiner Familie nach Victoria, British Columbia zog. Er spielte Fußball und kam mit Musik in Verbindung. In seiner späten Jugend zog er zurück nach Toronto, wo er die Musik ernster nahm. 2016 veröffentlichte er mit Big Bux seinen ersten Song über Soundcloud. Im Februar 2017, veröffentlichte Tatem Killamonjaro als debüt single. Die Single stieg nicht in die Charts ein, aber wurde im März 2018 von Music Canada mit einer Goldenen Schallplatte ausgezeichnet. Sein erstes Studioalbum Surrender Your Soul wurde 11 Monate später veröffentlicht. Mit dem Album erreichte er die Top-20 der Kanadischen Album charts. Die einzige Single des Albums No Sad No Bad erreichte Platz 65 der Billboard Canadian Hot 100. Seine erste EP Killstreak erschien im September 2018 und erreichte die Top-30 der Billboard Canadian Hot 100.

## Live-Auftritte
Killy trat 2019 bei dem Rolling Loud Festival auf. Auch trat er 2018 im O2 Forum Kentish Town in London auf, wo u. a. auch Juice WRLD und Lil Mosey vertreten waren.

## Diskografie

### Studioalben
| Jahr | Titel               | Höchstplatzierung, Gesamtwochen, AuszeichnungChartsChartplatzierungen (Jahr, Titel, Platzierungen, Wochen, Auszeichnungen, Anmerkungen) | Anmerkungen                             |
| Jahr | Titel               | CA | Anmerkungen                             |
| ---- | ------------------- | --- | --------------------------------------- |
| 2018 | Surrender Your Soul | CA18 (18 Wo.)CA | Erstveröffentlichung: 6. März 2018      |
| 2019 | Light Path 8        | CA24 (2 Wo.)CA | Erstveröffentlichung: 14. Juni 2019     |
| 2022 | Crazy Life Of Sin   | — | Erstveröffentlichung: 21. Dezember 2022 |

### EPs
| Jahr | Titel      | Höchstplatzierung, Gesamtwochen, AuszeichnungChartsChartplatzierungen (Jahr, Titel, Platzierungen, Wochen, Auszeichnungen, Anmerkungen) | Anmerkungen                              |
| Jahr | Titel      | CA | Anmerkungen                              |
| ---- | ---------- | --- | ---------------------------------------- |
| 2018 | Killstreak | CA28 (1 Wo.)CA | Erstveröffentlichung: 15. September 2018 |

Weitere Alben
- 2021 Killstreak 2

### Singles
| Jahr | Titel Album                       | Höchstplatzierung, Gesamtwochen, AuszeichnungChartsChartplatzierungen (Jahr, Titel, Album, Platzierungen, Wochen, Auszeichnungen, Anmerkungen) | Anmerkungen                        |
| Jahr | Titel Album                       | CA | Anmerkungen                        |
| ---- | --------------------------------- | --- | ---------------------------------- |
| 2018 | No Sad No Bad Surrender Your Soul | CA65 Platin · (1 Wo.)CA | Erstveröffentlichung: 6. März 2018 |

Weitere Singles
- 2017: Killamonjaro (CA: Platin)
- 2017: Distance (CA: Gold)
- 2017: No Romance (feat. 16yrold)
- 2017: Forecast
- 2018: Beautiful 00*
- 2018: Very Scary
- 2019: Swag Flu
- 2019: Triple Helix
- 2019: Drought (feat. 16yrold)
- 2020: Fast Life (feat. Gab3)
- 2020: Vendetta
- 2020: VV’s (feat. Houdini & 6ixbuzz)
- 2020: Sailor Moon
- 2020: Oh No (feat. Y2K)

## Auszeichnungen und Nominierungen

### Auszeichnungen für Musikverkäufe
Anmerkung: Auszeichnungen in Ländern aus den Charttabellen bzw. Chartboxen sind in ebendiesen zu finden.
| Land/RegionAuszeichnungen für Musikverkäufe (Land/Region, Auszeichnungen, Verkäufe, Quellen) | Gold  | Platin     | Verkäufe | Quellen         |
| -------------------------------------------------------------------------------------------- | ----- | ---------- | -------- | --------------- |
| Kanada (MC)                                                                                  | Gold1 | 2× Platin2 | 200.000  | musiccanada.com |
| Insgesamt                                                                                    | Gold1 | 2× Platin2 |          |                 |

### Sonstige Auszeichnungen und Nominierungen
| Jahr | Auszeichnung | Kategorie                       | Nominierter / Werk  | Ergebnis  |
| ---- | ------------ | ------------------------------- | ------------------- | --------- |
| 2019 | Juno Award   | Breakthrough Artist of the Year | Killy               | Nominiert |
| 2019 | Juno Award   | Fan Choice Award                | Killy               | Nominiert |
| 2019 | Juno Award   | Rap Recording of the Year       | Surrender Your Soul | Nominiert |